# Convolvulus subhirsutus
Convolvulus subhirsutus là một loài thực vật có hoa trong họ Bìm bìm. Loài này được Regel & Schmalh. mô tả khoa học đầu tiên.